# Culicoidea
Culicoidea Malloch, 1917 è una superfamiglia di insetti dell'ordine dei Ditteri, sottordine Nematocera. Comprende le ben note zanzare, riconducibili alla famiglia dei Culicidae e altri nematoceri ematofagi, non associati all'uomo, ma anche insetti non zoofagi affini, sotto l'aspetto etologico, ai Chironomidae.
In generale sono caratterizzati dalle antenne generalmente piumose nei maschi, dall'assenza degli ocelli e dall'habitat acquatico delle larve, caratteri che sono comunque ricorrenti nella maggior parte dei Chironomoidea.

## Sistematica e filogenesi
Willi Hennig (1981) e Wood & Borkent (1989) sostennero la ripartizione dei Culicoidea in quattro famiglie:
- Chaoboridae
- Corethrellidae
- Dixidae
- Culicidae

Gli Autori concordano sul ritenere i Culicoidei un clade monofiletico, a differenza di quello corrispondente ai Chironomoidea, secondo il seguente cladogramma:
|  | Corethrellidae                                            |
|  |                                                           |
|  | \| \| Chaoboridae \| \| \| \| \| \| Culicidae \| \| \| \| |
|  |                                                           |
|  | Chaoboridae                                               |
|  |                                                           |
|  | Culicidae                                                 |
|  |                                                           |

|  | Chaoboridae |
|  |             |
|  | Culicidae   |
|  |             |

|  | Corethrellidae                                            |
|  |                                                           |
|  | \| \| Chaoboridae \| \| \| \| \| \| Culicidae \| \| \| \| |
|  |                                                           |
|  | Chaoboridae                                               |
|  |                                                           |
|  | Culicidae                                                 |
|  |                                                           |

|  | Chaoboridae |
|  |             |
|  | Culicidae   |
|  |             |

La famiglia più rappresentativa è quella dei Culicidae, considerata fra i ditteri più importanti sotto l'aspetto medico-sanitario. La famiglia dei Corethrellidae, talvolta inclusa nei Chaoboridae, è rappresentata da un solo genere, Corethrella, comprendente quasi un centinaio di specie descritte.